# Congreso del Estado de Morelos
El Honorable Congreso del Estado Libre y Soberano de Morelos es la asamblea de diputados en la que se deposita el poder legislativo del estado de Morelos, una de las 32 entidades federativas integrantes de los Estados Unidos Mexicanos. La asamblea se reúne en el Recinto del Poder Legislativo ubicado en la ciudad de Cuernavaca.

## Historia

### De la I a la XX Legislatura
Después de la erección del Estado de Morelos el 17 de abril de 1869 se realizan las primeras elecciones estatales quedando instaurada la I Legislatura del Congreso de Morelos de forma Constitucional y a la vez Constituyente, conformada por siete diputados representando el mismo número de distritos electorales locales. Tomó posesión el 28 de julio del mismo año. Después de un año se aprobó la 1° Constitución de Morelos, siendo promulgada por el gobernador Francisco Leyva Arciniegas el 28 de julio de 1870.
El 5 de diciembre de 1871, la asamblea reformó la Constitución de 1870. En el artículo 150 se estableció que las leyes que contengan estas reformas pasarán precisamente a observaciones del ejecutivo; es decir, estableció el derecho de observaciones o de ‘‘veto’’ a favor del poder ejecutivo y en el artículo 66 estableció que el gobernador durará cuatro años en su cargo y podrá ser reelecto para igual período, siempre que para ello ocurra el voto de las dos terceras partes del estado.
Durante el gobierno de Jesús H. Preciado quedó reformada la Constitución y promulgada el 20 de septiembre de 1888, con vigencia hasta el 17 de abril de 1913, fecha en que fue interrumpido el orden constitucional del estado. La primera reforma que tuvo esta nueva Constitución fue cambiar la fecha al 1 de diciembre para la toma de posesión
de los gobernadores.

### De la XX a la XXX Legislatura
En abril de 1913, después de la Decena Trágica, Victoriano Huerta designó a Juvencio Robles como gobernador de Morelos. El gobernador interino constitucional, Benito Tajonar, accedió a las demandas de Robles de transmitir el mando. Sin embargo, la XXIII Legislatura reformó la constitución; una de las reformas exigía que el gobernador tenía que ser morelense por nacimiento. Como Robles no era morelense, simplemente decidió encarcelar al gobernador Tajonar, la legislatura de Morelos y el ayuntamiento de Cuernavaca en el Palacio de Lecumberri en la Ciudad de México; ahí permanecieron durante todo el mandato de Huerta.
El gobernador Carlos Lavín restablece el orden constitucional en Morelos, convocando y efectuando elecciones constitucionales y firmando tres decretos; el decreto número uno, donde declara válidas las elecciones del 20 de abril de 1930 y en el mismo, restablece el poder legislativo, el 4 de mayo del mismo año.
El 18 de mayo de 1930, con la toma de posesión de Vicente Estrada Cajigal quedan instaurados los tres poderes del gobierno y crea la Comisión Legislativa para redactar la constitución estatal.

### De la XXX a la LX Legislatura
A partir de la XLI Legislatura se incorpora el principio de representación proporcional por lo cual se incorporan fuerzas políticas minoritarias al Congreso. Esta legislatura se compuso por 12 diputados de mayoría y tres de representación proporcional.
En febrero de 2014 el congreso aprobó reformas que prohíben en Morelos el uso de animales en los espectáculos circenses y ferias. Con 22 votos a favor, tres votos en contra y una abstención el Pleno del Congreso aprobó las reformas a la Ley Estatal de Fauna. Morelos es el segundo estado de la república que toma acciones en contra del maltrato animal.
En sesión extraordinaria, el Consejo General del Instituto Nacional Electoral (INE) aprobó la nueva distritación electoral para Morelos, integrada por 12 distritos de mayoría, misma que será utilizada a partir del proceso local 2017-2018. El acuerdo emitido por el consejo general contempla parte de las propuestas que cada partido político planteó para la redistritación, basada en la reforma electoral que aprobó el congreso del estado y que contempló la reducción de 18 a 12 distritos.

## Elección
Los 12 diputados de mayoría electos por votación directa, secreta y uninominal mediante el sistema de distritos electorales. Los diputados al Congreso del Estado podrán ser electos hasta por cuatro periodos seguidos. La postulación sólo podrá ser realizada por el mismo partido o por cualquiera de los partidos integrantes de la coalición que los hubieran postulado; salvo que hayan renunciado o perdido su militancia antes de la mitad de su mandato.
El congreso se renueva en su totalidad cada tres años, mediante elección que se celebrará el primer domingo de julio del año que corresponda en conjunto con las elecciones federales, debiendo tomar posesión de su cargo los integrantes de la nueva Legislatura, el primero de septiembre del año de la elección.

## Instalación y funcionamiento
Actualmente el Título Tercero de la Constitución de Morelos es el que sustenta y da legalidad al Congreso del Estado. Los artículos más relevantes correspondientes al Legislativo son los siguientes:
- Capítulo I: De la elección y cualidades de los diputados.
  - Artículo 24: La asamblea se denominará: Congreso del Estado de Morelos. El Congreso se compondrá de por 12 diputados electos por votación directa y 18 diputados electos por representación proporcional. El Congreso se renovará en su totalidad cada tres años.
  - Artículo 25: Requisitos para ser diputado.
  - Artículo 26: Quienes no pueden ser electos diputados.
- Capítulo II: De la instalación del Congreso y períodos de sesiones. 
  - Artículo 32: Del número de periodo de sesiones y fechas de inicio y conclusión de las mismas.
- Capítulo III: De las facultades del Congreso.
  - Artículo 40: Facultades y atribuciones del Congreso del Estado.
- Capítulo IV: De la iniciativa y formación de las leyes y decretos
- Capítulo V: De la diputación permanente.